# الپاگوت، کازان
الپاگوت، کازان (به لاتین: Alpagut, Kazan) یک منطقهٔ مسکونی در ترکیه است که در استان آنکارا واقع شده‌است.